# Liste der Bodendenkmäler in Schöllkrippen
Auf dieser Seite sind die Bodendenkmäler in dem unterfränkischen Markt Schöllkrippen zusammengestellt. Diese Tabelle ist eine Teilliste der Liste der Bodendenkmäler in Bayern. Grundlage ist die Bayerische Denkmalliste, die auf Basis des Bayerischen Denkmalschutzgesetzes vom 1. Oktober 1973 erstmals erstellt wurde und seither durch das Bayerische Landesamt für Denkmalpflege geführt wird. Die folgenden Angaben ersetzen nicht die rechtsverbindliche Auskunft der Denkmalschutzbehörde.

## Bodendenkmäler der Gemeinde

### Bodendenkmäler in der Gemarkung Schneppenbach
| Lage                                    | Objekt | Akten-Nr.     | Bild           |
| --------------------------------------- | --- | ------------- | -------------- |
| Schneppenbach (Standort)                | Pingenfeld des späten Mittelalters oder der frühen Neuzeit. Siehe auch: Pinge, Mittelalter, Neuzeit                                               | D-6-5821-0023 |                |
| Schneppenbach Hauptstraße 19 (Standort) | Untertägige Bauteile der frühneuzeitlichen ehemalige Katholischen Kirche St. Michael von Schneppenbach. Siehe auch: Schneppenbach (Schöllkrippen) | D-6-5921-0168 | weitere Bilder |

### Bodendenkmäler in der Gemarkung Schöllkrippen
| Lage                                     | Objekt | Akten-Nr.     | Bild           |
| ---------------------------------------- | --- | ------------- | -------------- |
| Schöllkrippen (Standort)                 | Archäologische Befunde im Bereich des frühneuzeitlichen ehemaligen Wasserschlosses in Schöllkrippen mit mittelalterlichem Vorgängerbau.                                                                                      | D-6-5921-0027 |                |
| Schöllkrippen (Standort)                 | Neuzeitlicher Kalkbrennofen. | D-6-5921-0028 |                |
| Schöllkrippen (Standort)                 | Spätmittelalterliche bis frühneuzeitliche Glashütte. Siehe auch: Glashütte | D-6-5921-0074 |                |
| Schöllkrippen (Standort)                 | Archäologische Befunde im Bereich der mittelalterlichen und frühneuzeitlichen Katholischen Pfarrkirche St. Katharina von Ernstkirchen mit Vorgängerbauten und Körpergräbern im ummauerten Kirchhof. Siehe auch: Ernstkirchen | D-6-5921-0158 | weitere Bilder |
| Schöllkrippen Lindenstraße 10 (Standort) | Archäologische Befunde im Bereich der mittelalterlichen und frühneuzeitlichen alten Katholischen Pfarrkirche St. Lukas von Schöllkrippen.                                                                                    | D-6-5921-0160 | weitere Bilder |